# Santo Niño (Samar)
Santo Niño (Bayan ng Santo Niño) är en kommun i Filippinerna. Kommunen tillhör provinsen Samar och ligger på ön med samma namn. Folkmängden uppgår till 10 619 invånare.
Santo Niño är indelat i 13 barangayer.